# Osman Hamdi Bey

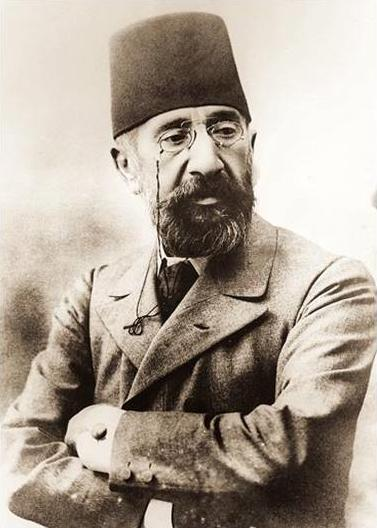
Osman Hamdi Bey 1899

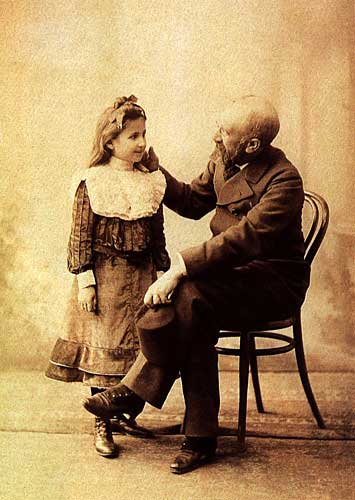
Osman Hamdi mit Tochter Nazlı

Osman Hamdi Bey 1907 beim Malen des Bildes „Die Waffenhändler“

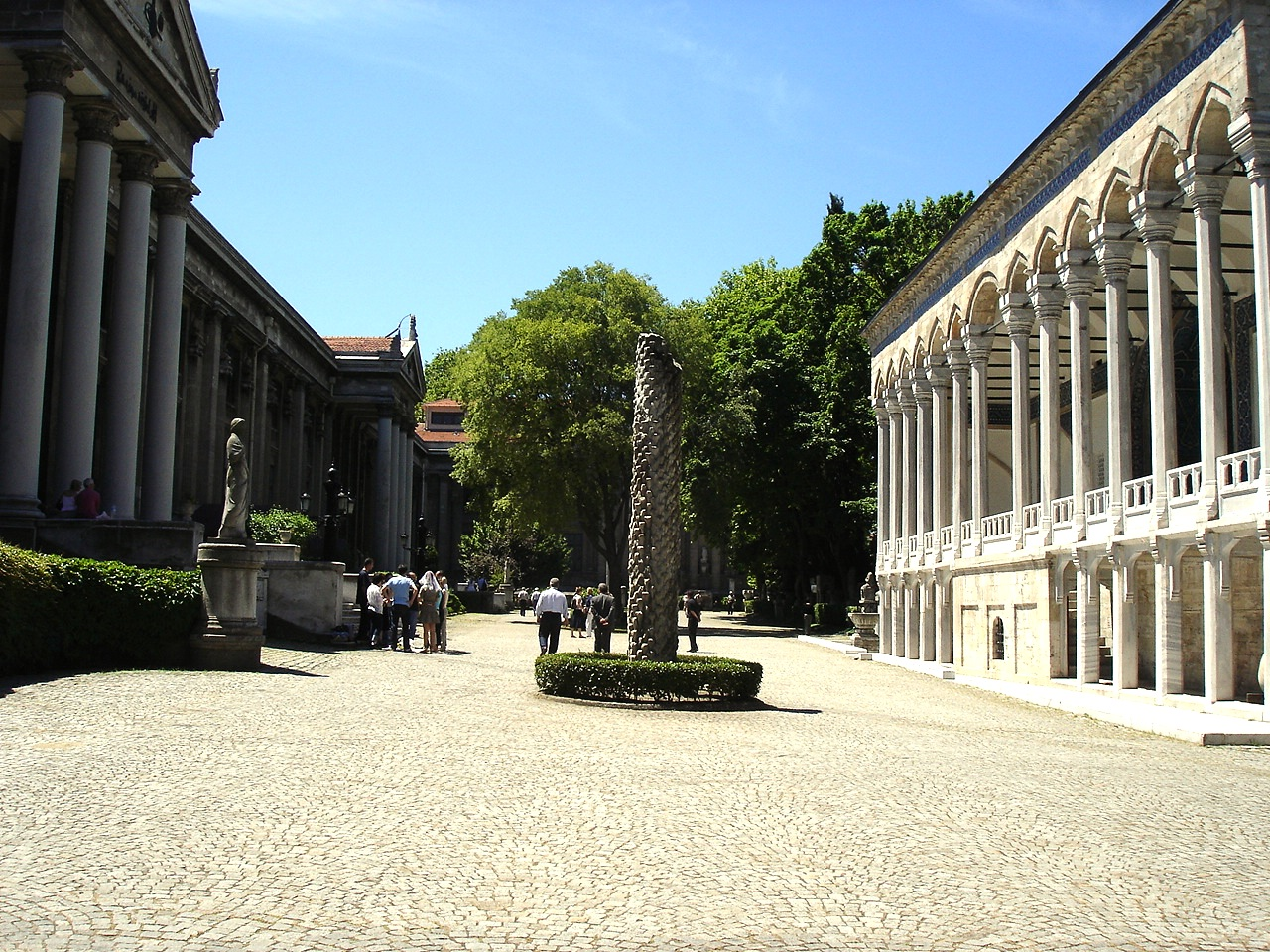
Müze-i Humayun (links) und Sanayi-i Nefise Mektebi (rechts), heute İstanbul Arkeoloji Müzeleri, Foto von 2006

Kaplumbağa Terbiyecisi – Der Schildkrötenerzieher, 1906

Osman Hamdi Bey (* 30. Dezember 1842 in Konstantinopel; † 24. Februar 1910 in Kuruçeşme) war ein türkischer Archäologe, Maler und Museumsgründer.
Als Maler gilt er als Begründer einer eigenen türkischen Schule, als Archäologe und Museumsgründer leistete er Pionierarbeit in der Entwicklung der Archäologie auf türkischem Boden und bei der Bewahrung antiken Kulturbesitzes. Er gründete und leitete das erste archäologische Museum der Türkei.

## Leben
Osman Hamdi war der älteste Sohn des Großwesirs İbrahim Edhem Pascha, eines Politikers und Technikers mit westlicher Ausbildung, seine Brüder waren der Numismatiker İsmail Galib Bey (1848–1895) und Halil Edhem Eldem (1861–1938), der sein Nachfolger als Museumsdirektor wurde.
Bei Osman Hamdi zeigten sich schon früh ein ausgeprägtes künstlerisches Interesse und die Fähigkeit zum Zeichnen und Malen. Obwohl in ein sehr begütertes Elternhaus der Oberklasse des osmanischen Reiches geboren, absolvierte er seine Schulausbildung in einer öffentlichen Schule in Beşiktaş und besuchte ab 1856 die Rechtswissenschaftliche Schule (Maarif-i Adliye) in Istanbul. 1860 wurde er vom Vater zum Jurastudium nach Paris geschickt, wo er zusätzlich eine westliche Ausbildung genießen sollte. Während seines dortigen Studiums entwickelte er gleichzeitig sein Talent für die Malerei. Er wurde Schüler von Jean-Léon Gérôme, Louis Boulanger und Fausto Zonaro.
1864 heiratete er eine Französin namens Marie, mit der er zwei Töchter hatte, Fatma und Hayriye. Die Ehe hatte zehn Jahre Bestand. 1873 lernte er auf der Wiener Weltausstellung, wohin er beruflich entsandt worden war, ein 17-jähriges Mädchen kennen, das ebenfalls Französin war und Marie hieß. Osman Hamdi nannte sie Naile und heiratete sie. Das Paar hatte drei Töchter und einen Sohn: Melek, Leyla, Edhem (Sohn) und Nazlı.

## Werk
Als er 1869 sein Studium beendete und in die Heimat zurückkehrte, wurde Osman Hamdi in den diplomatischen Dienst des Osmanischen Reiches berufen und war zunächst in der Protokollabteilung des Palastes und für ausländische Angelegenheiten in der osmanischen Provinz Bagdad beschäftigt. Dort begann er, sich mit Geschichte und Archäologie zu befassen, und nahm an Ausgrabungen teil.
Auch leitete er die ersten archäologischen Ausgrabungen und Untersuchungen in Sidon im Libanon. Die dort 1887 von ihm in der Königsnekropole entdeckten Sarkophage, unter ihnen der so genannte Alexandersarkophag, werden bis heute als archäologische Perlen von Weltbedeutung betrachtet.
Um diesen Funden einen würdigen Aufbewahrungs- und Ausstellungsrahmen zu schaffen, betrieb er den Neubau eines archäologischen Museums. 1881 wurde Hamdi Bey zum Direktor des ersten Museums im osmanischen Reich, des Müze-i Humayun (‚Museum des Imperiums‘) im Konstantinopler Stadtviertel Sultanahmet, ernannt. Am 13. Juni 1891 konnte der Neubau eröffnet werden, das heutige Archäologische Museum. Das Gebäude wurde von Alexandre Vallaury (1850–1921), einem Architekten levantinischer Abstammung, erbaut. Die Außenfassade bezieht sich auf die Form des Alexandersarkophags. Es ist ein schönes Beispiel für die neoklassischen Bauwerke in Istanbul.
1883 eröffnete Osman Hamdi in unmittelbarer Nähe des Museums die Kunstschule Sanayi-i Nefise Mektebi (Institut für Schöne Künste), die sich als erste türkische Einrichtung der modernen Malerei widmete. Das Gebäude dieses Instituts beherbergt heute das Museum der altorientalischen Werke. Ebenfalls 1883 wurden „Osman Hamdi Bey, Leiter des Osmanischen Reichsmuseums und Osgan Efendi, Lehrkraft an der Akademie für Schöne Künste, … beauftragt, sich auf den Nemrut zu begeben, um die Monumente und die Inschriften ausführlich zu untersuchen und soviel Informationen wie möglich zu sammeln.“ Den Ausgrabungen am Nemrut Dağı folgte noch ein Projekt im karischen Lagina.
Osman Hamdi Bey war auch maßgeblich an den Vorarbeiten für das 1884 erlassene „Gesetz zum Schutz des antiken Kulturgutes“ (Asar-ı Atika Nizamnamesi, kurz Antikengesetz) beteiligt, durch das alle Altertümer des Osmanischen Reiches zum Staatsbesitz erklärt und alle durch Ausgrabungen gefundenen Antiken zunächst dem archäologischen Museum zugesprochen wurden. Dieses Gesetz war seinerzeit für die Osmanen sehr wichtig, da es galt, die unkontrollierte Ausfuhr antiker Kulturgüter zu verhindern. Für Hamdi Beys Museum bedeutete es, dass es quasi den Rang eines „Staatsmuseums“ erhielt und zur Zentralstelle für das osmanische Antikenwesen wurde.
Gleichzeitig setzte er seine künstlerische Tätigkeit als Maler fort. 1884 ließ er sich in Eskihisar bei Gebze, in der Nähe von İzmit, wo schon sein Vater eine Residenz hatte, ein Sommerhaus bauen, das er als Atelier verwendete. Es befindet sich heute im staatlichen Besitz und ist seit 1987 als Osman Hamdi Bey Evi ve Müzesi (Wohnhaus und Museum Osman Hamdi Beys) ein Museum mit persönlichen Gegenständen, Fotografien, Erinnerungen an Osman Hamdi Bey und Reproduktionen seiner Gemälde – figurative Kompositionen orientalischer Themen –, deren Originale sich heute in Privatsammlungen und Museen befinden.
In den letzten Jahren seines Lebens konzentrierte er sich auf Verbesserungen des Museums und seine Aktivitäten als Künstler. Am 24. Februar 1910 verstarb er in seiner Strandvilla in Istanbul Kuruçesme.

## Ehrungen
1906 erhielt er den Ehrendoktortitel von der Universität Leipzig, 1907 von der Universität Aberdeen, 1909 von der Universität Oxford.

## Gemälde (Auswahl)
- Kaffee-Ofen, 1879
- Im Harem, 1880
- Zwei musizierende Mädchen, 1880
- Junge Frau lesend / Koran lesendes Mädchen 1880, Kuala Lumpur, Muzium Kesenian Islam Malaysia[3]
- Türkische Straßenszene, 1888. Berlin, Alte Nationalgalerie Inv. A I 420[4]
- Geistliche am Tor der Medrese von Karaman, um 1890, Istanbul, İstanbul Resim ve Heykel Müzesi
- Über den Koran meditierend (islamischer Theologe mit Koran). 1902. Wien, Belvedere.[5]
- Alter Mann vor Kindergräbern, 1903. Paris, Musee d'Orsay Inv. 20736[6]
- Der Wunderbrunnen, 1904. Berlin, Alte Nationalgalerie Inv. A II 842[7]
- Der Schildkrötenerzieher, 1906. Istanbul, Pera-Museum[8]
- Der Schildkrötenerzieher. 2. Fassung, 1907, Türkiye İş Bankası Resim Heykel Müzesi, Istanbul
- Der Waffenhändler, 1907. Ankara, Staatliches Kunst- und Skulpturenmuseum
- Frauen im Hof der Moschee Şehzadebaşı, 1908

## Veröffentlichungen
- mit [Victor] Marie de Launay: Les Costumes populaires de la Turquie en 1873. Ouvrage publié sous le patronage de la Commission impériale ottomane. Pour l'Exposition universelle de Vienne. Impr. du Levant Times & Shipping Gazette, Konstantinopel 1873 (Digitalisat).
- mit Osgan Efendi: Le tumulus de Nemroud-Dagh. Voyage, description, inscriptions. Musée Impérial Ottoman, Constantinople / Loeffler, Pera 1883 (Digitalisat; Nachdruck Arkeoloji ve Sanat Yayınları, Istanbul 1987).
- mit Théodore Reinach: Une nécropole royale à Sidon. Paris 1892 (Digitalisat).